# Promachus flavopilosus
Promachus flavopilosus är en tvåvingeart som beskrevs av Ricardo 1920. Promachus flavopilosus ingår i släktet Promachus och familjen rovflugor. Inga underarter finns listade i Catalogue of Life.